# Anatole melia
Anatole melia är en fjärilsart som beskrevs av Bates 1868. Anatole melia ingår i släktet Anatole och familjen Riodinidae. Inga underarter finns listade i Catalogue of Life.